# Leptopsalis
Leptopsalis is een geslacht van hooiwagens uit de familie Stylocellidae.
De wetenschappelijke naam Leptopsalis is voor het eerst geldig gepubliceerd door Thorell in 1882. 

## Soorten
Miopsalis was monotypisch, maar sinds uitgebreid tot:
- Leptopsalis beccarii Thorell, 1882
- Leptopsalis dumoga (Shear, 1993)
- Leptopsalis foveolata Clouse & Schwendinger, 2012
- Leptopsalis hillyardi (Shear, 1993)
- Leptopsalis javana Thorell, 1882
- Leptopsalis laevichelis (Roewer, 1942)
- Leptopsalis lydekkeri (Clouse & Giribet, 2007)
- Leptopsalis modesta (Hansen & Sørensen, 1904)
- Leptopsalis novaguinea (Clouse & Giribet, 2007)
- Leptopsalis pangrango (Shear, 1993)
- Leptopsalis ramblae (Giribet, 2002)
- Leptopsalis sedgwicki (Shear, 1979)
- Leptopsalis sulcata (Hansen & Sørensen, 1904)
- Leptopsalis tambusisi (Shear, 1993)
- Leptopsalis thorellii (Hansen & Sørensen, 1904)
- Leptopsalis weberii (Hansen & Sørensen, 1904)